# Teltow
Teltow est une ville de l'arrondissement de Potsdam-Mittelmark dans le Brandebourg (Allemagne).
La ville a donné son nom au canal Teltow qui la traverse. Son nom est aussi associé à un légume, type navet , très apprécié de  Johann Wolfgang von Goethe, qui les faisait venir de Berlin  & de  Emmanuel Kant.
La gare de Teltow est desservie par le RE4 (Jüteborg ↔ Rathenow) et la gare de Teltow-Ville permet de rejoindre le centre-ville berlinois via la ligne 25 et la ligne 26 du S-Bahn de Berlin.

## Démographie
- Développement de la population dans les limites actuelles. -- Ligne bleue : Population ; Ligne pointillée : Comparaison avec le développement de Brandebourg -- Fond gris : Période du régime nazie ; Fond rouge : Période du régime communiste.
- Évolution recente (ligne bleue) et prévisions sur l'effectif de résidents.

| Année | Population |
| ----- | ---------- |
| 1875  | 2 771      |
| 1890  | 3 364      |
| 1910  | 4 943      |
| 1925  | 6 281      |
| 1933  | 9 343      |
| 1939  | 13 309     |
| 1946  | 12 087     |
| 1950  | 12 864     |
| 1964  | 13 974     |
| 1971  | 16 179     |

| Année | Population |
| ----- | ---------- |
| 1981  | 15 809     |
| 1985  | 15 355     |
| 1989  | 15 966     |
| 1990  | 15 661     |
| 1991  | 15 666     |
| 1992  | 15 584     |
| 1993  | 15 478     |
| 1994  | 15 567     |
| 1995  | 15 576     |
| 1996  | 15 488     |

| Année | Population |
| ----- | ---------- |
| 1997  | 16 021     |
| 1998  | 16 593     |
| 1999  | 17 343     |
| 2000  | 17 938     |
| 2001  | 18 445     |
| 2002  | 18 841     |
| 2003  | 19 188     |
| 2004  | 19 541     |
| 2005  | 19 972     |
| 2006  | 20 315     |

| Année | Population |
| ----- | ---------- |
| 2007  | 20 658     |
| 2008  | 21 226     |
| 2009  | 21 904     |
| 2010  | 22 538     |
| 2011  | 22 716     |
| 2012  | 23 449     |
| 2013  | 24 031     |
| 2014  | 24 609     |
| 2015  | 25 483     |
| 2016  | 25 667     |

| Année | Population |
| ----- | ---------- |
| 2017  | 25 761     |
| 2018  | 25 825     |
| 2019  | 26 902     |
| 2020  | 27 097     |

## Jumelages
Teltow est jumelée avec :
- Ahlen (Allemagne), ville de Rhénanie-du-Nord-Westphalie ;
- Gonfreville-l'Orcher (France), ville de Seine-Maritime (76).